# Bordj El Emir Abdelkader
Bordj El Emir Abdelkader (em árabe: برج الامير عبد القادر) é uma comuna localizada na província de Tissemsilt, Argélia. Sua população estimada em 2008 era de 10 194 habitantes.